# Mariana Chirilă
Mariana Chirilă (născută Stănescu; n. 7 septembrie 1964, Redea, România) este o fostă alergătoare română.

## Carieră
Sportiva de la Politehnica Timișoara este multiplă campioană națională și balcanică la cros. La Campionatul Mondial de Cros din 1985 a câștigat medalia de bronz cu echipa României (Fița Lovin, Elena Fidatov, Paula Ilie). În anul 1986 a participat la Campionatul European dar nu a reușit să se califice în finală. Anul următor s-a clasat la Campionatul Mondial de Cros pe locul 6 la individual și pe locul 4 la echipe și la Universiada de la Zagreb a obținut locul 8.
La Campionatul European de Cros din 1994 s-a clasat pe locul 7 și cu echipa României (Elena Fidatov, Margareta Keszeg, Cristina Misaroș) a cucerit medalia de aur. La ediția din 1995 româncele au obținut medalia de argint. La Campionatul Mondial de Cros din 1996 a obținut bronzul cu echipa României, compusă din Gabriela Szabo, Iulia Negură, Elena Fidatov și Mariana Chirilă. Anul următor româncele au obținut medalia de argint la Campionatul European de Cros de la Oeiras.
În 2004 ea a fost decorată cu Medalia „Meritul Sportiv” clasa I.

## Realizări
| An   | Competiție                               | Locație                     | Loc | Eveniment | Note     |
| ---- | ---------------------------------------- | --------------------------- | --- | --------- | -------- |
| 1984 | Campionatul Mondial de Alergare pe Șosea | Madrid, Spania              | 48  | 10 km     | 38:28    |
| 1985 | Campionatul Mondial de Cros              | Lisabona, Portugalia        | 48  | 5 km      | 16:16    |
| 1985 | Campionatul Mondial de Cros              | Lisabona, Portugalia        | 3   | echipe    | 16:16    |
| 1986 | Campionatul Mondial de Cros              | Colombier, Elveția          | 31  | 4,65 km   | 15:40,3  |
| 1986 | Campionatul Mondial de Cros              | Colombier, Elveția          | 8   | echipe    | 15:40,3  |
| 1986 | Campionatul European                     | Stuttgart, Germania         | 16  | 3000 m    | 9:02:57  |
| 1987 | Campionatul Mondial de Cros              | Varșovia, Polonia           | 6   | 5,05 km   | 17:04    |
| 1987 | Campionatul Mondial de Cros              | Varșovia, Polonia           | 4   | echipe    | 17:04    |
| 1987 | Universiada                              | Zagreb, Iugoslavia          | 8   | 3000 m    | 9:13,07  |
| 1990 | Campionatul Mondial de Cros              | Aix-les-Bains, Franța       | 80  | 6 km      | 20:50    |
| 1990 | Campionatul Mondial de Cros              | Aix-les-Bains, Franța       | 4   | echipe    |          |
| 1990 | Campionatul Mondial de Alergare pe Șosea | Dublin, Irlanda             | 46  | 15 km     | 53:39,1  |
| 1990 | Campionatul Mondial de Alergare pe Șosea | Dublin, Irlanda             | 5   | echipe    | 53:39,1  |
| 1991 | Campionatul Mondial de Cros              | Anvers, Belgia              | 86  | 6,425 km  | 22:14    |
| 1991 | Campionatul Mondial de Cros              | Anvers, Belgia              | 7   | echipe    | 22:14    |
| 1991 | Universiada                              | Sheffield, Marea Britanie   | 13  | 10 000 m  | 34:06,01 |
| 1994 | Campionatul Mondial de Ekiden            | Litochoro, Grecia           | 3   | ekiden    | 2:19:18  |
| 1994 | Campionatul European de Cros             | Alnwick, Marea Britanie     | 7   | 4,5 km    | 14:48    |
| 1994 | Campionatul European de Cros             | Alnwick, Marea Britanie     | 1   | echipe    | 14:48    |
| 1995 | Campionatul European de Cros             | Alnwick, Marea Britanie     | 25  | 4,3 km    | 14:38    |
| 1995 | Campionatul European de Cros             | Alnwick, Marea Britanie     | 2   | echipe    | 14:38    |
| 1996 | Campionatul Mondial de Cros              | Stellenbosch, Africa de Sud | 32  | 6,3 km    | 21:26    |
| 1996 | Campionatul Mondial de Cros              | Stellenbosch, Africa de Sud | 3   | echipe    | 21:26    |
| 1996 | Campionatul Mondial de Ekiden            | Copenhaga, Danemarca        | 2   | ekiden    | 2:18:41  |
| 1997 | Campionatul Mondial de Cros              | Torino, Italia              | 32  | 6,6 km    | 22:25    |
| 1997 | Campionatul Mondial de Cros              | Torino, Italia              | 11  | echipe    | 22:25    |
| 1997 | Campionatul European de Cros             | Oeiras, Portugalia          | 5   | 5 km      | 18:10    |
| 1997 | Campionatul European de Cros             | Oeiras, Portugalia          | 2   | echipe    | 18:10    |
| 1998 | Campionatul Mondial de Ekiden            | Manaus, Brazilia            | 3   | ekiden    | 2:24:13  |

## Recorduri personale
| Probă          | Performanță | Dată             | Locație   |
| -------------- | ----------- | ---------------- | --------- |
| 800 m          | 2:00,49     | 17 iunie 1986    | Varșovia  |
| 1500 m         | 4:06,67     | 23 mai 1987      | București |
| 3000 m         | 8:38,83     | 6 iulie 1986     | Moscova   |
| 3000 m în sală | 8:57,76     | 8 februarie 1986 | Bacău     |